# Leona binoevatus
Leona binoevatus är en fjärilsart som beskrevs av Paul Mabille 1891. Leona binoevatus ingår i släktet Leona och familjen tjockhuvuden. Inga underarter finns listade i Catalogue of Life.